# Marinelazarett Kiel-Wik

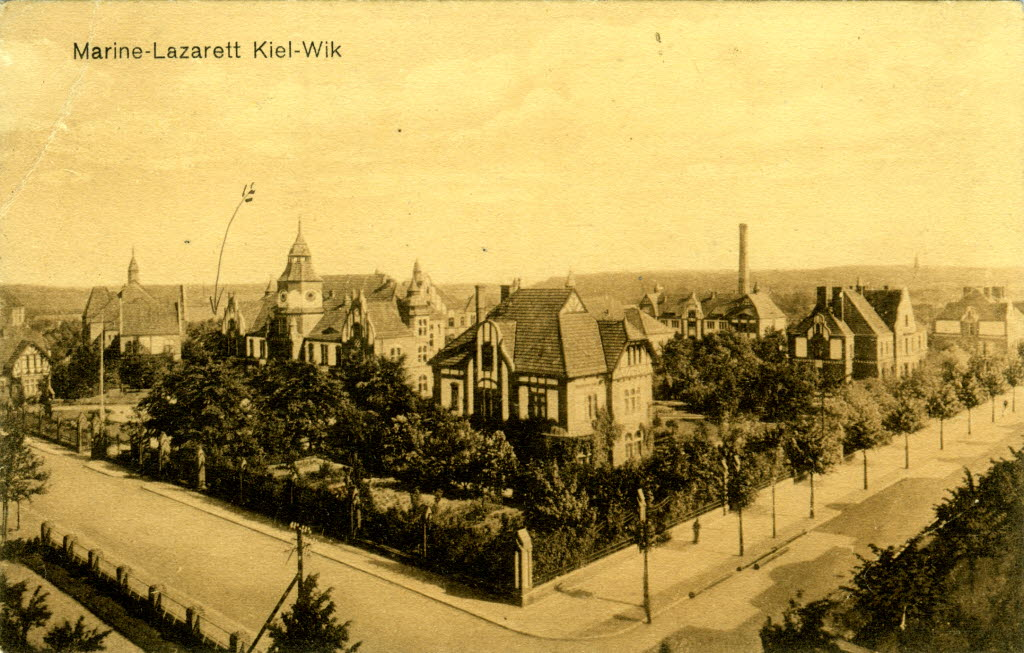
Das Marinelazarett Kiel-Wik um 1910

Das Marinelazarett Kiel-Wik, später auch als Anschar-Krankenhaus bekannt, ließ die Marine von 1903 bis 1908 in unmittelbarer Nähe zum seinerzeitigen Reichskriegshafen errichten. Es umfasste rund 15 Gebäude, darunter Bettenhäuser, Krankenblocks, ein Operationsgebäude und ein Leichenhaus. Seine Pavillonbebauung mit ihrer parkartigen Grünanlage gilt „als herausragendes Zeugnis des hohen gestalterischen Anspruchs der späten Kaiserzeit an Architektur und Freiraum“.
Das Krankenhaus wurde von verschiedenen Trägern mehr als 100 Jahre genutzt. 2008 wurde es aufgrund funktionaler und konstruktiver Mängel aufgegeben. Auf dem Gelände verblieb das Institut für Gesundheitssystemforschung, das Mitte 2012 die Räume im Haus 1 räumte.
Danach wurden einige Gebäude abgerissen und das Areal teilweise neu gestaltet. Die ursprünglich parkartige, von Bäumen gesäumte Grünanlage mit ihrer streng geordneten Wegeführung ist heute nur noch in Teilbereichen in ihrer ursprünglichen Form erkennbar. Durch den Abriss oder die Ersetzung von Gebäuden durch Neubauten gingen wichtige Bezugspunkte verloren, die das ursprüngliche Erscheinungsbild prägten. Das ehemalige Krankenhaus ist durch den durch den teilweisen Abriss von Gebäuden sowie durch Neubauten nur noch in Teilen erhalten. Auf dem Gelände entstanden Wohnungen und eine Kindertagesstätte. Einen Teil der erhaltenen Gebäude nutzt das Kreativzentrum Anscharcampus, das unter anderem das Atelierhaus und das Coworkhaus im Anscharpark betreibt.

## Lage und Gebiet

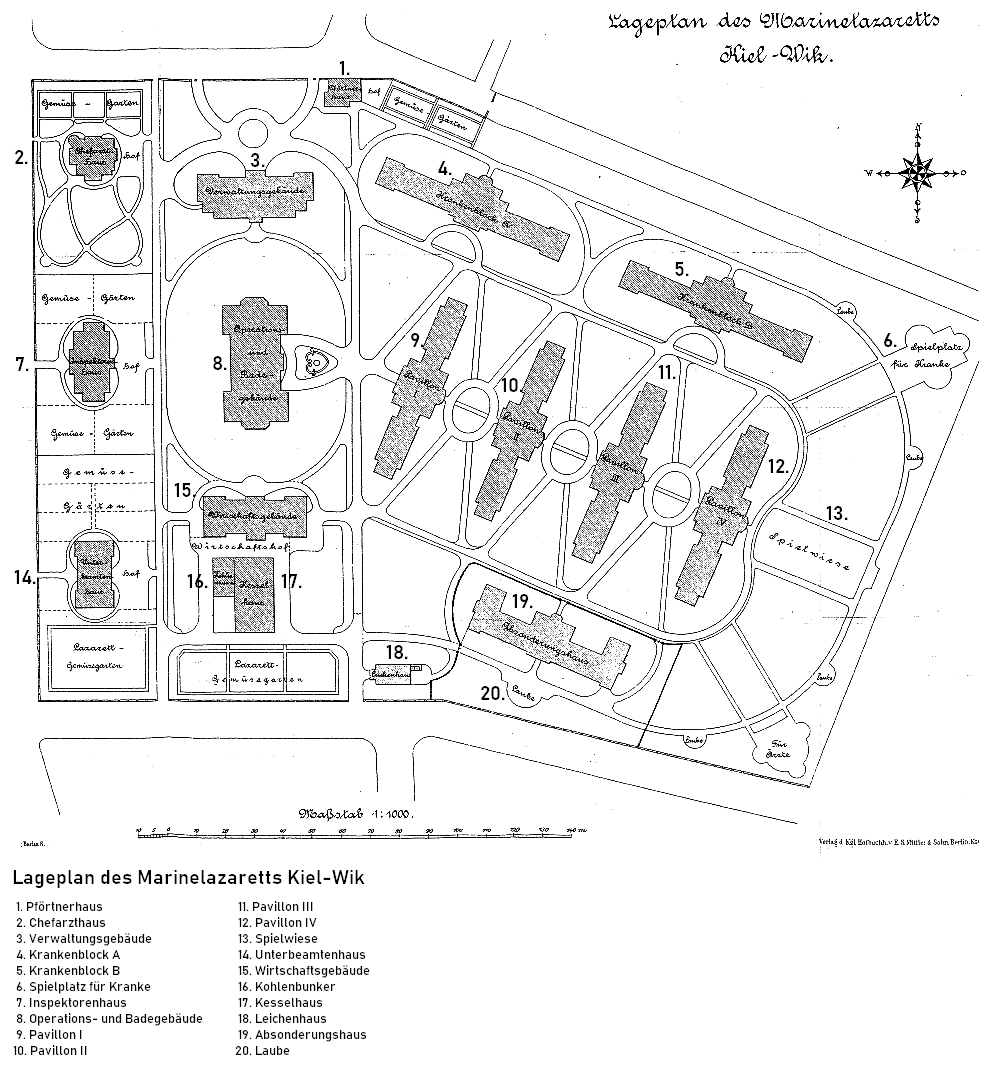
Lageplan des Marinelazaretts Kiel-Wik etwa zur Zeit des 1. Weltkriegs

Das Gelände des ehemaligen Militärkrankenhauses liegt in der Wik, einem Stadtteil von Kiel, befindet. Es umfasst eine Fläche von über 60 Hektar und ist damit eines der flächenintensivsten Konversionsprojekte der Landeshauptstadt. Bei der Wahl des Standorts war die Lage unmittelbar neben dem Marinequartier entscheidend.
Die bebaubare Fläche war durch den Kasernenkomplex im Norden, die Straßenführung im Westen und Süden sowie die östlich gelegenen Hafenanlagen der Marine in der Wiker Bucht vorgegeben. Diese topografischen Gegebenheiten führten zu einer unregelmäßigen Anordnung der Gebäude, die in der damals üblichen Pavillonbauweise errichtet wurden. Das sonst übliche Achsenschema konnte daher nicht konsequent eingehalten werden, sodass die Reihe der Krankenblockbauten südöstlich hinter dem Verwaltungsbereich abknickt. Der Hauptzugang des Marinelazaretts befand sich ursprünglich im  Norden des Geländes.

## Architektur
Das ursprüngliche Marinelazarett wurde nach den Plänen des Berliner Baurats Georg Schwartzkopff im typischen Kasernenbaustil der Kaiserzeit erbaut und verfügte über eine Vielzahl von Gebäuden: Neben den Krankenblöcken gab es ein Operations- und Badehaus, Verwaltungsgebäude, Pförtnerhäuser sowie Häuser für den Chefarzt und andere leitende Angestellte. Die Krankenblöcke waren jeweils mit Labor und Untersuchungszimmer ausgestattet, um längere Gänge über das Gelände zu ersparen.
Die Gebäude des Lazarettareals sind in der Regel zweigeschossig und besitzen voneinander abgesetzte Walmdachteile. Ihre Fassaden zeichnen sich durch eine abwechslungsreiche Gestaltung aus, bei der Ziegelsichtmauerwerk und Putzzonen in dekorativem Wechsel kombiniert werden. Die Erdgeschosse sowie betonte Bauteile und architektonische Details sind durchgehend in Rotstein ausgeführt. Charakteristische Gestaltungselemente sind übergiebelte Mittel- und Seitenrisalite, Erker, Turmaufbauten sowie flach- und rundbogig geschlossene Fenster. Diese architektonischen Merkmale orientieren sich an der Formensprache des benachbarten Kasernenviertels und bilden mit diesem eine gestalterische Einheit.
Das gesamte Krankenhausgelände ist von einer Einfriedung umgeben. An der Südseite befindet sich eine Mauer, während zu den Straßen hin ein Gitterzaun verläuft, der von Backsteinpfeilern gestützt wird.
Im nördlichen Teil des Geländes gab es zwei Krankenblocks mit Zimmerfront nach Süden. Sie waren für die Aufnahme von Schwerkranken bestimmt. In diesen Blocks teilten sich 1 bis 5 Patienten jeweils ein Zimmer. Im Mittelteil lagen die Zimmer der Wärter, Bäder, Toiletten, Waschräume, im Erdgeschoss befand sich ein kleines Labor.
In den anderen vier Pavillons gab es im Erdgeschoss und im Obergeschoss ebenfalls gut lichtdurchflutete große Säle auf. Hier wurden die Zimmer mit 14–16 Patienten belegt.
Südöstlich des Hauptgeländes befand sich ein Absonderungshaus in der Weimarer Straße, in dem Patienten mit ansteckenden Krankheiten isoliert wurden. Aufgrund des Fehlens von Antibiotika wie Penicillin war die Isolierung dieser Patienten zu jener Zeit von großer Bedeutung.
Ein besonderes Merkmal war das Kesselhaus, das die Fernwärmeversorgung des gesamten Geländes sicherstellte. Die Gebäude waren durch unterirdische Gänge miteinander verbunden, in denen auch die Heizungsleitungen verliefen.
Das Marinelazarett wurde nach den damals fortschrittlichsten Prinzipien des Krankenhausbaus errichtet. Es umfasste Pavillonbauten, die für eine bessere Luftzirkulation und zur Vermeidung von Infektionen dezentral angeordnet waren. Auch Gärten und Spielwiesen in einer die Genesung fördernden Parkanlage waren Teil des Konzepts.
Diese Bauweise orientierte sich an internationalen Vorbildern, wie dem Royal Naval Hospital, Stonehouse (Plymouth) und dem Krankenhaus Berlin-Friedrichshain. Der Baustil der Häuser dem damaligen „Stil der preußischen Krankenhäuser, wie er zum Beispiel in der Charité in Berlin-Mitte und vielen anderen Krankenhäusern zu finden ist.“
Auch die Innenausstattung war nach damaligen Maßstäben hochmodern: Die Krankenräume verfügten über glatte Heizkörper. In den Zellen der seinerzeit sogenannten Geisteskranken und Gefangenen gab es Fußbodenheizung mit Radiatoren im Vorraum. Für die Beleuchtung setzte man auf elektrisches statt auf Gaslicht. Die Fußböden waren pflegeleicht (Terrazzo in den Fluren, Linoleum in den Krankenzimmern).

## Geschichte

### Gründung und Aufbau des Marinelazaretts

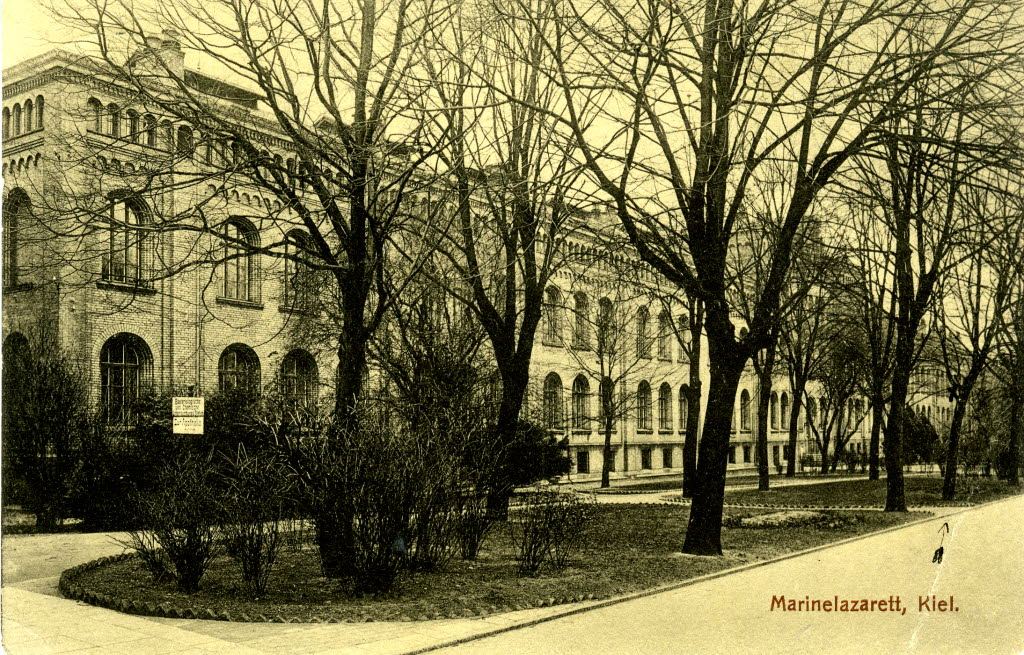
Das Marinelazarett an der Feldstraße

Mit der zunehmenden Bedeutung Kiels als Marinestandort entstand Anfang des 20. Jahrhunderts der Bedarf für ein militärisches Krankenhaus. Zunächst ließ die seinerzeit noch preußische Marine zwischen 1870 und 1872 in der Feldstraße ein erstes Marinelazarett errichten. Es umfasste 1896 vier Stationen mit einer Gesamtkapazität von 367 Betten. Später kam noch eine Beobachtungsstation für Geisteskranke hinzu. Für die Versorgung der Patienten standen zwei wachhabende Ärzte, 33 Lazarett-Gehilfen und 12 Krankenwärter zur Verfügung.

Durch Anwachsen der Marine stieß das Lazarett in der Feldstraße um die Jahrhundertwende an seine Kapazitätsgrenzen. Ab Herbst 1900 plante die Medizinal-Abteilung des Reichs-Marine-Amts die Planungen für einen Neubau.

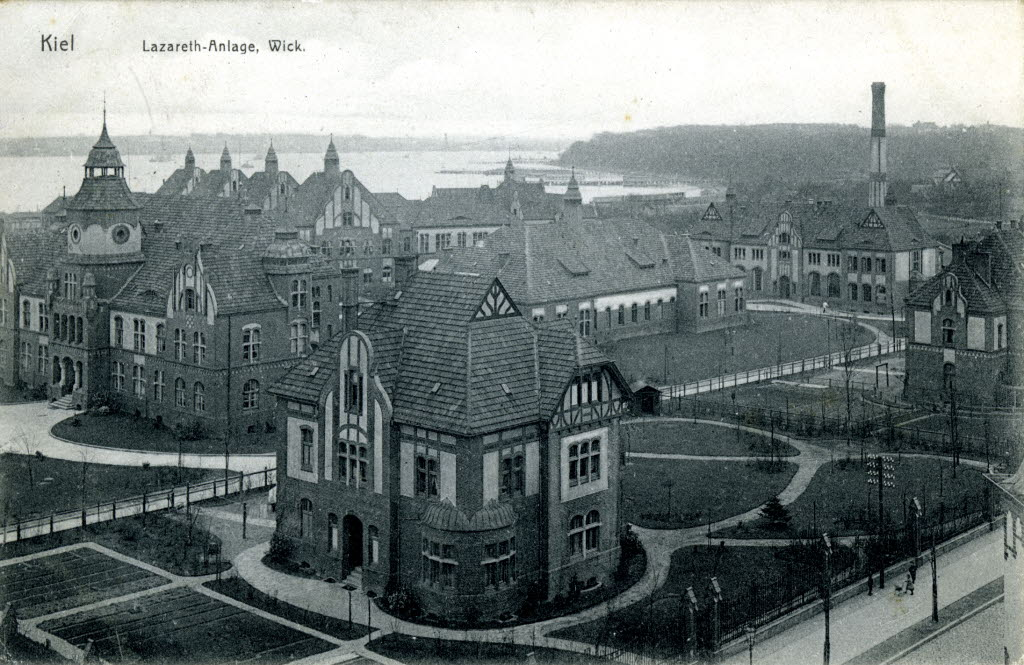
Das Marinelazarett um 1910

Im Jahr 1901 erwarb die Marine ein sechs Hektar großes Gelände in der Wik und ließ dort bis 1907 das Marinelazarett Kiel-Wik errichten. Das Lazarett an der Feldstraße hatte inzwischen mehr Kranke aufgenommen, als es bewältigen konnte. Daher entschloss sich die Marine, das neue Lazarett in der Wik beschleunigt und dort priorisiert die Krankengeäude bauen zu lassen.
Zunächst wurden von November 1903 bis Oktober 1906 die Pavillons I-IV für die Aufnahme der Leichtkranken gebaut. Danach entstanden von April 1905 bis April 1906 das Absonderungshaus für Tuberkulose- und Geisteskranke und Gefangene sowie das Bäder- und Operationshaus. Nach dem Bau des Chefarzthauses und des Pförtnerhauses wurde schließlich von April 1906 bis Dezember 1906 das Unterbeamtenhaus, das den Komplex komplettierte. Zu Beginn des Jahres 1907 nahm die Anlage ihren vollen Betrieb auf und blieb bis 1945 durchgehend im Besitz der Marine. Die Gesamtkosten des Marinelazarett Kiel-Wik, zusammengerechnet aus den Kosten für Grunderwerb, Bau und Gestaltung der Außenanlagen lagen bei 2,8 Millionen Mark.
Nachdem die Marine die Nutzung des Lazaretts an der Feldstraße aufgegeben hatte, übernahm die Universität Kiel die dortigen Gebäude und ließ die leerstehende Klinik von 1925 bis 1928 für die Medizinische Klinik umbauen. Am 24. November 1928 konnte die neugestaltete und nach modernsten Gesichtspunkten umgebaute Klinik eröffnet werden. Aus dem Marinelazarett entwickelten sich so die Medizinischen Universitätskliniken I-IV.
Insgesamt hatte das Krankenhaus rund 400 Krankenbetten. Für den Betrieb sorgten 10 Ärzte, ein Apotheker, 74 Krankenpfleger sowie 4 Verwaltungsmitarbeiter, 4 Polizeiunteroffiziere als Wachen und 2 Heizer oder Matrosen als Ordonnanzen. Aufnahmeberechtigt waren Mannschaften und Unteroffiziere sowie Ehefrauen; Subalternoffiziere konnten gegen Kostenerstattung Aufnahme finden.
In der Zeit des Nationalsozialismus wurde das Krankenhaus in Wehrmachtslazarett umbenannt.
Während des Zweiten Weltkrieges wurden die Chefarzt-Villa und das Operations- und Badehaus vollständig und der Krankenblock B weitestgehend durch Bombentreffer zerstört. Die meisten anderen Gebäude wurden an den Dächern und Giebeln nur leicht beschädigt. Das relativ intakte Ensemble konnte daher schon während des Krieges und in der Nachkriegszeit viele Kliniken aus der weitgehend zerstörten Uniklinik sowie Teile des Städtischen Krankenhauses in die Wik aufnehmen.

### Nutzung nach dem Zweiten Weltkrieg
In der Nachkriegszeit wurden viele der noch intakten Gebäude des Anschar-Krankenhauses in die zivile Nutzung überführt. Die Anschar-Heinrich-Schwesternschaft übernahm den größten Teil des Pflegedienstes m Lazarett. 1950 pachtete die Schwesternschaft das Lazarett und öffnete es auch für zivile Patienten. Fortan wurde es unter dem Namen Anschar-Krankenhaus geführt.
In den folgenden Jahren zogen auch das städtische Hospital sowie das als Universitätsklinikum genutzte Kliniken der Universität Kiel, darunter die Zahnklinik und die Neurochirurgie, auf das Gelände.  Die Klinik für Neurochirurgie in der Wik war für ihre innovativen Behandlungsmethoden bekannt, darunter die ersten Operationen von Hirntumoren in örtlicher Betäubung in Norddeutschland.
Die Zahnklinik blieb bis 1977, ehe sie in einen Neubau auf dem Universitätsgelände in der Brunswik umzog. Auch die Neurochirurgie nutzte das Gelände noch bis 2004, bevor sie ebenfalls in ein neues Neurozentrum verlegt wurde. Danach verfielen einige der Gebäude. Eine Projektgemeinschaft von vier Kieler Wohnungsgenossenschaften erwarb 2014 den östlichen Geländeteil mit den vier Pavillonbauten, von denen drei bereits so stark geschädigt, dass sie abgerissen werden mussten. Auf den so freigewordenen Grundstücken entstanden neue Wohngebäude.

## Heutige Nutzung

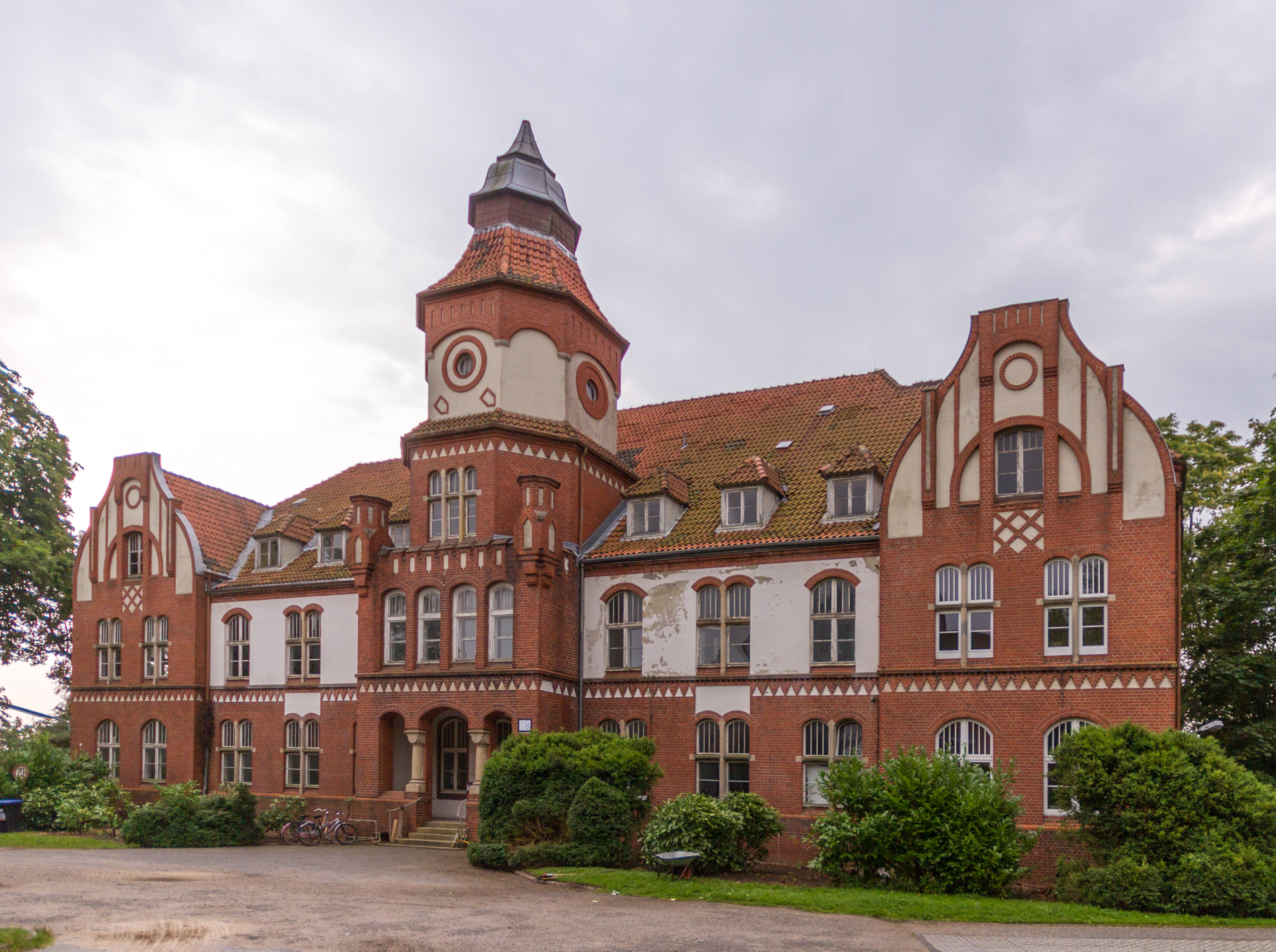
Coworkhaus im Anscharcampus

Heute ist das Gelände des ehemaligen Marinelazaretts als Anscharpark bekannt und wird unter anderem kulturell genutzt. Die verbliebenen Altbauten sind inzwischen im Besitz der Anschar Kultur- und Kreativwirtschaft, Projektentwicklungs- und Geschäftsführungs-GmbH. Diese lässt die Gebäude seither schrittweise als Teil des Anscharcampus für die Kultur- und Kreativwirtschaft umbauen und sanieren. Heute gibt es in den Bauten unter anderem ein Atelierhaus, das kreative Projekte fördert sowie ein Coworkhaus.

## Erhaltene Gebäude
Von der ursprünglichen Bebauung blieben das Pförtnerhaus (Auf dem obigen Plan die Nr. 1), das Verwaltungsgebäude (Nr. 3), das ehemalige Wirtschaftsgebäude (Nr. 15), das Kesselhaus mit Kohlenbunker (Nr. 16 und 17) mit Wohnhaus (Nr. 16) und ehem. Tierstall (Nr. 14). Östlich des Kesselhauses ehem. kleine Kapelle (Nr. 13). Von den drei westlich davon an der Adalbertstraße angeordneten Wohnhäusern, zwischen denen sich einst Gemüsegärten befanden, blieben nach Abbruch des Chefarzthauses an der Ecke Weimarer Straße nur das ehem. Inspektoren- (Nr. 7) sowie das ehemalige Unterbeamtenhaus (Nr. 14) und von den vier quergestellte Krankenblocks (Nr. 9–12) im südöstlichen Teil nur der ehemalige Kranken-Pavillon I (Nr. 9) erhalten. An der Südseite steht das ehemalige Absonderungshaus (Nr. 19), hinter dem etwas abseits am Rande der Gesamtanlage das frühere Leichenhaus liegt (Nr. 18). Die ehemalige Kapelle wurde 2006 zum Trafo- und Lagerhaus umgebaut.